# Goniurosaurus sengokui
Espèce
Goniurosaurus sengokui est une espèce de geckos de la famille des Eublepharidae endémique au Japon.

## Étymologie
L'épithète spécifique, sengokui, est dédié à Showichi Sengoku un herpétologiste japonais.

## Publication originale
- Honda, Masanao and Hidetoshi Ota, 2017 : On the Live Coloration and Partial Mitochondrial DNA Sequences in the Topotypic Population of Goniurosaurus kuroiwae orientalis (Squamata: Eublepharidae), with Description of a New Subspecies from Tokashikijima Island, Ryukyu Archipelago, Japan. Asian Herpetological Research vol. 8 no 2, p. 96-107 ((en) texte intégral)